# 攀禽
攀禽（Scansores），是根據生活型態及棲息地類型所劃分出的一種鳥類分類。於生物分類學中，其範圍包括鳥綱下數個現存目：夜鷹目（及自該目拆分而出的五個目）、雨燕目、鵑形目（及與之相關的鴇形目、蕉鵑目）、鼠鳥目、鵑鴗目、咬鵑目、犀鳥目、佛法僧目、鴷形目、鸚形目。
攀禽因多生活在樹林中，適應在樹上攀爬而得名。其腳短而強健，腳趾呈對趾足、異趾足或並趾足。大多數分布於熱帶和亞熱帶地區的有樹山區、平原和丘陵等環境，且也可見於水域、農田及居民區周圍。多獨棲，有些種類則是群聚生活。翅多圓形或近圓形，通常為不擅遠飛的留鳥。